# Banded Gneissic-Komplex

Tektonische Domainen des indischen Subkontinents mit dem Banded Gneissic-Komplex, bzw. dem Mawar Craton (MC)

Der Banded Gneissic-Komplex (BGC),, auch Bhilwara Banded Gneissic Complex oder Mewar Gneiss Complex (MC) genannt, ist ein Krustenblock, der im indischen Bundesstaat Rajasthan teilweise aufgeschlossen ist. Der BGC besteht aus einer archaischen und einer paläoproterozoischen geologischen Einheit, die  BGC-I bzw. BGC-II bezeichnet werden. Sie bilden das Grundgebirge des Aravalligebirges. Der BGC-I erstreckt sich in südöstlichen Bereichen von  Rajasthan, an die der BGC-II bis in Zentralrajasthan anschließt. Überdeckt wird der  BGC von der Aravalli Supergroup und der Vindhyan Supergroup im Osten und der Delhi Supergroup des Aravalligebirges im Westen. Die tektonische Entwicklung begann mit der Spreizung der Lithosphäre im Archaikum, gefolgt von intermittierenden Öffnungen und Schließungen von mehreren Becken, die verbunden waren mit der Ausbildung von unterschiedlichen Magmatiten und suprakrustalen Gesteinssequenzen. Die geologische Entwicklung des BGC erfolgte von ca. 3300 bis 880 mya. Sie kann zeitlich dem hypothetischen Kontinents Ur. den Superkontinenten Columbia und Rodinia zugeordnet werden.

## Regionale Geologie

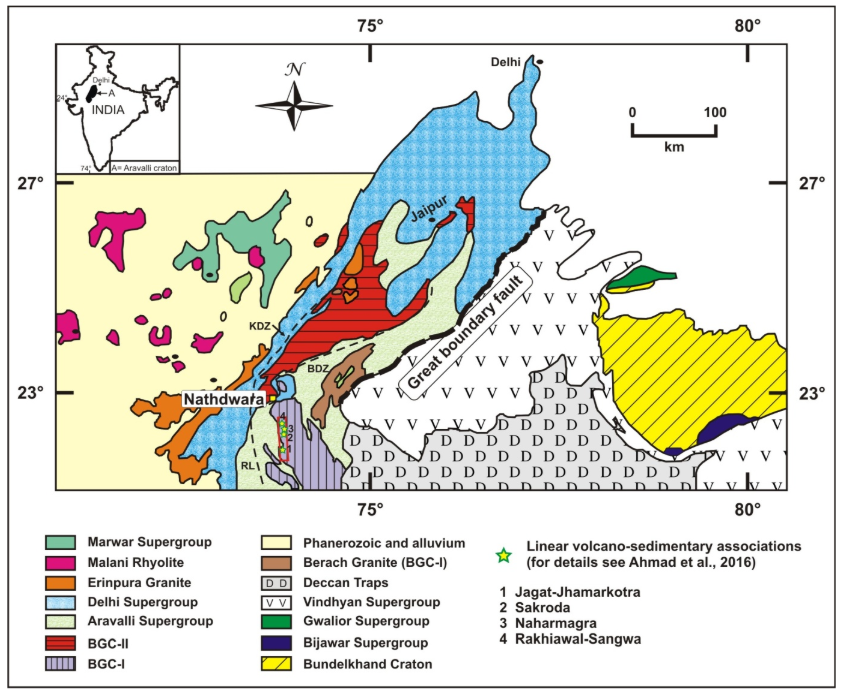
Vereinfachte geologische Karte des Aravalli-Kratons

Der Banded Gneissic-Komplex wird unterteilt in den BGC-I und den BGC-II. Ersterer wird durch die Great Boundary Fault (GBF) im Osten und die Banas Dislocation Zone (BDZ) und das Rakhabdeo Lineament im Westen durchzogen, letzterer wird begrenzt durch die Banas Dislocation Zone (BDZ) im Osten und die Kaliguman Dislocation Zone im Westen.

## BGC-I
Der BGC-I besteht aus einem paläoarchaischen ca. 3300 bis 3200 mya alten TTG-Komplex mit Tonaliten, Trondhjemiten und Granodioriten, Migmatiten und Sanukitoiden sowie suprakrustalen Gesteinssequenzen. Sie wurden intrudiert durch neoarchaische ca. 2600 bis 2500 mya alte Gneise. Boninite sowie verschieden artige kaliumhaltige Granitoide und Amphibolite. Zirkon-Geochronologie ergab ein Kristallisationsalter um 2538 mya. Dadurch entwickelte sich ein kratonischer Block, der das Grundgebirge für überlagernden Gesteinssequenzen bildet. Der metamorphe Grad reicht von Grünschiefer-Fazies bis hin zu Amphibolit-Fazies.

Mutmaßliche Paläogeographie des hypothischen Kontinents Ur

Das Alter des BGC-I kann bis zum Archaikum nachverfolgt werden. Er war ursprünglich Bestandteil des hypothischen Kontinents Ur. Dieser umfasste die indischen Dharwar-, Singhbhum- und Bastar-Kratone, die zum South Indian Block (SIB) zusammengefasst wurden. Verbunden war dieser Block mit südwestaustralischen und ostantarktischen sowie südafrikanischen Kratonen. Sie bildeten den zusammenhängenden Megakraton South Indian-Westaustralia (SIWA). Nach dessen Auseinanderfallen um ca. 2400 mya kollidierte der South Indian Block ab 2250 mya mit dem North Indian Block, der i. W. durch den Bundelkhand-Kraton repräsentiert wird. wodurch die Central India Tectonic Zone gebildet wurde. Das Grundgebirges des Bundelkhand-Kratons datiert auf ca. 3500 mya, welches auch mit dem Krustenalter des BGC-I korreliert. Siehe auch Tektonische Entwicklung des indischen Subkontinents.

## BGC-II
Der BGC-II setzt sich zusammen aus dem Sandmata-Komplex und dem Mangalwar-Komplex, jeweils mit unterschiedlichen Protolithen und metamorphen Graden.
- Der Sandmata-Komplex bildet ein Granulit-Ensemble aus pelitischen Granuliten, Pyroxen-Granuliten mit kleineren Kalksilikat-Granulitbestandteilen, feldspatführenden Granuliten (Leptyniten) mit Quarz-, Kalifeldspat-, Biotit- und almandinbetonten Granatbestandteilen, Sie wurden von   orthopyroxenhaltigen grobkörnigen Granitoidkomplexen sowie von Gabbros, Anorthiten und Noriten intrudiert. Die Granitoide weisen charnockitische bis enderbitische Zusammensetzung auf und haben migmatitische als auch nicht migmatitische Varietäten. Der Sandmata-Komplex unterlag einer Metamorphose bis hin zu Granulit-Fazies. Der Komplex wird durch Scherzonen vom Mangalwar-Komplex getrennt.
- Der Mangalwar-Komplex bildet eine Amphibolit-Fazies mit felsichen Ortho- und Paragneisen und suprakrustalen kristallinen Schiefern. Die wichtigsten Ortho-Komponenten sind migmatitische augenhaltige Gneise mit TTG-ähnlicher granitischer/granodioritischer Zusammensetzung und enthalten Hornblenden, Quarze, Kalifeldspate und  Plagioklase sowie lokal auch Granate. Diese sind lokal mit Amphiboliten durchsetzt. Andere magmatische Gesteine sind intrusive Granite. Die suprakrustalen Gesteinssequenzen beinhalten verschiedenartige Pelite, Quarzite, Marmore und Kalksilikatsequenzen. Der Mangalwar-Komplex unterlag einer Metamorphose bis hin zu Amphibolit-Fazies.
Die Alter der magmatischen BGC-II-Protolithe datieren zwischen 1729 und 1708 mya und von ca. 1716 und 1692 mya. Die Alter der orthopyroxenhaltigen intrusiven Granitoide wurden mit ca. 1723 und 1716 mya angegeben. Umfangreiche tektono-thermische Überarbeitungen und Remobilisierungen erfolgten von ca. 1690 bis 1620 mya. Zwischen 950 und 880 mya fand eine Überprägung statt. Diese Prozesse resultierten aus den tektonischen Zyklen der Superkontinente Columbia und Rodinia.

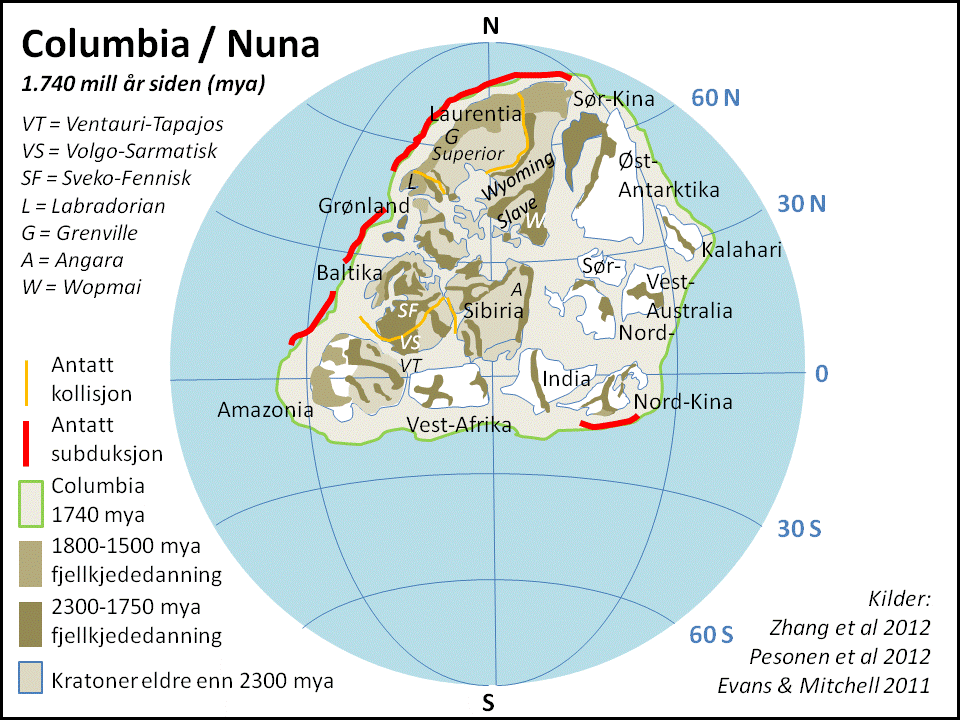
Vermutliche Paläogeographie von Columbia vor ca. 1740 mya

Die tektonische Entwicklung des BGC-II begann im frühen Paläoproterozoikum mit der Dehnung der archaischen BGC-I-Lithosphäre und Öffnung des kontinentalen Aravalli-Beckens infolge eines Mantelplumes oder durch Mantelkonvektionsvorgänge. Dieses ist durch starken Vulkanismus und Sedimentation gekennzeichnet. Zwischen ca. 2200 und 2100 mya hatte sich darin das Aravalli-Ozeanbecken gebildet. Von ca. 1850 bis 1800 mya setzten westwärts gerichtete Subduktionsprozesse in einer Backarc-Becken-aktiven Kontinentalrand-Umgebung ein. Nachweisbar dies ist durch ca. 1824 bis 1820 mya alte magmatische Zirkon- und Monazit-Kristalle im Sandmata-Komplex. Diese Vorgänge korrelieren zeitlich mit der Formierung des Superkontinents Columbia. Zwischen ca. 1740 und 1720 mya erfolgte ein Wechsel von Subduktion zur Extension in einer möglichen Backarc-Becken-Konfiguration mit Bildung der Granulit- und Granitoid-Protolithe im Sandmata-Komplex. Weitere Krustendehnungen von ca. 1720 bis 1000 mya öffneten das Mangalwar-Becken im Osten und das Delhi-Becken im Westen. Im Mangalwar-Becken bildete sich der Mangalwar-Komplex. Im Delhi-Becken breitete sich ozeanische Erdkruste aus. Anschließend setzte ab ca. 1000 mya eine weitere Kollisionsphase ein, die zur Schließung der beiden Becken sowie Vereinigung der Lithosphärenplatten führte. Diese Prozesse werden zeitlich dem Superkontinent Rodinia zugeordnet.